# Kunstbibliothek – Staatliche Museen zu Berlin
Die Kunstbibliothek am Kulturforum gehört zum Verbund der Staatlichen Museen zu Berlin, Stiftung Preußischer Kulturbesitz.
Sie ist eine interdisziplinäre Museumseinrichtung und Forschungsstätte für Kunst- und Mediengeschichte. Ihre Bibliothek, die das gesamte Forschungs- und Sammlungsspektrum der Staatlichen Museen zu Berlin repräsentiert, beinhaltet rund 1 Million Bände. Darüber hinaus besitzt die Kunstbibliothek umfangreiche Museumssammlungen zur Geschichte der Architektur, der Fotografie, des Grafikdesigns und der Mode sowie zur Buch- und Medienkunst.
Das Netzwerk der Kunstbibliothek erstreckt sich über drei Standorte: die Museumssammlungen und die Kunstwissenschaftliche Bibliothek am Kulturforum (Matthäikirchplatz), die Archäologische Bibliothek im Archäologischen Zentrum (Geschwister-Scholl-Straße) und das Museum für Fotografie (Jebensstraße) für die Sammlung Fotografie der Kunstbibliothek.
Im Jahr 2019 verzeichnete die Kunstbibliothek 33.000 Besucher.

## Geschichte
Die Kunstbibliothek war ursprünglich Teil des 1867 gegründeten Deutschen Gewerbemuseums, welches 1879 in „Kunstgewerbemuseum zu Berlin“ umbenannt wurde. Die Gründungsidee des Museums – historische und zeitgenössische Stile und Produktionstechniken zu vermitteln, um Kunst, Wissenschaft, Handwerk und Industrie stärker zusammenzubringen – spiegelt sich noch heute im Profil der Bibliothek: Von Anfang an gehörten neben der wissenschaftlichen und künstlerischen Literatur, auch Zeichnungen, Fotografien und Druckgrafik zum Sammlungsbestand.
Im Jahr 1894 wurde die Bibliothek unter dem Namen „Bibliothek des Kunstgewerbemuseums“ eine eigene Abteilung innerhalb des Kunstgewerbemuseums und seiner Unterrichtsanstalt und erhielt mit Peter Jessen (1858–1926) einen ersten Direktor. Die Bibliothek verblieb im 1881 eröffneten Neubau des Kunstgewerbemuseums, dem heute so genannten Martin-Gropius-Bau, bis sie 1905 in einen eigens für sie errichteten Neubau in der Prinz-Albrecht-Straße 7a zog. Die von Jessen erworbenen Sammlungen erweiterten und schärften das Profil der Bibliothek, dazu gehörten: die Exlibris-Sammlung des Architekten Rudolf Springer (1894), die Lipperheidesche Kostümbibliothek des Verlegers Franz von Lipperheide (1899), die Buchkunstsammlung des Architekten Hans Grisebach (1905), der zeichnerische Nachlass des Architekten Joseph Maria Olbrich (1912), die Fotografie-Sammlungen von Fritz Matthies-Masuren (Leihgabe seit 1914, Ankauf 1924) und Ernst Juhl (1915) sowie die Sammlung von Plakaten und Gebrauchsgrafik von Walter von Zur Westen (1919). Noch unter Jessen wurde die Bibliothek 1924 umbenannt: Als „Staatliche Kunstbibliothek“ stellte sie nun eine eigenständige Institution innerhalb der Staatlichen Museen in Berlin dar.
Der im Herbst 1924 berufene Direktor, Curt Glaser, etablierte die Kunstbibliothek in seiner Amtszeit als Forum für aktuelle Themen und Debatten der Kunst. Im April–Mai 1929 zeigte die Staatliche Kunstbibliothek zwei Ausstellungen: „Der Stuhl“ und „Neue Typographie“, letztere zusammen mit dem „Ring neue Werbegestalter“. Die Typographie-Ausstellung zeigte u. a. den berühmten Buchumschlag von John Heartfield zu dem Buch Der Sumpf von Upton Sinclair in der vollständigen Umschlagsversion, die einen riesigen, rauchenden Fabrikkomplex als durchgehendes Foto auf der Vor- und Rückseite zeigt. Mit dieser Ausstellung trat der im März 1928 gegründete „Ring“ zum ersten Mal an die Berliner Öffentlichkeit.
Glaser musste jedoch Anfang Mai 1933 als einer der ersten jüdischen Mitarbeiter der Staatlichen Museen seinen Posten verlassen. Unter Glasers Nachfolger Hermann Schmitz (1933–1941) verlor die Bibliothek im Juli 1934 die Räumlichkeiten in der Prinz Albrecht-Straße 7a an die Geheime Staatspolizei. Die Buch- und Grafikbestände kamen zurück in den Martin-Gropius-Bau, dem Sitz des Museums für Völkerkunde, wo sie notdürftig im Lichthof und seinen Umgängen aufgestellt wurden.
Nach 1945 war es zunächst das Ziel, die kriegsbedingten Bestandslücken zu schließen und die Bibliothek wieder im Ganzen der Öffentlichkeit zugänglich zu machen – was 1954 an neuem Standort in der Jebensstraße in Berlin-Charlottenburg, dem jetzigen Museum für Fotografie, gelang. Erst von den 1960er Jahren an konnte der Bestand der Bibliothek erneut systematisch erweitert werden.
Entscheidende organisatorische Weichenstellungen setzte der ab 1985 amtierende Direktor Bernd Evers durch: 1992 zog die Kunstbibliothek in den von Rolf Gutbrod geplanten und von Hilmer & Sattler überarbeiteten Neubau am Kulturforum, 1995 erhielt sie ein EDV-gestütztes, integriertes Bibliothekssystem. Das 2004 in öffentlich-privater Partnerschaft mit der Helmut-Newton-Stiftung eröffnete Museum für Fotografie ist seither der Ausstellungsort für die Sammlung Fotografie.
Unter Moritz Wullen, dem 2007 ernannten Nachfolger von Bernd Evers, wurde die geplante Zusammenlegung der Fachbibliotheken der Museen zu einem einheitlichen Bibliothekssystem unter Leitung der Kunstbibliothek realisiert. Außerdem eröffnete die Kunstbibliothek im Oktober 2012 mit der Archäologischen Bibliothek im Archäologischen Zentrum gegenüber der Museumsinsel eine zweite Filiale.

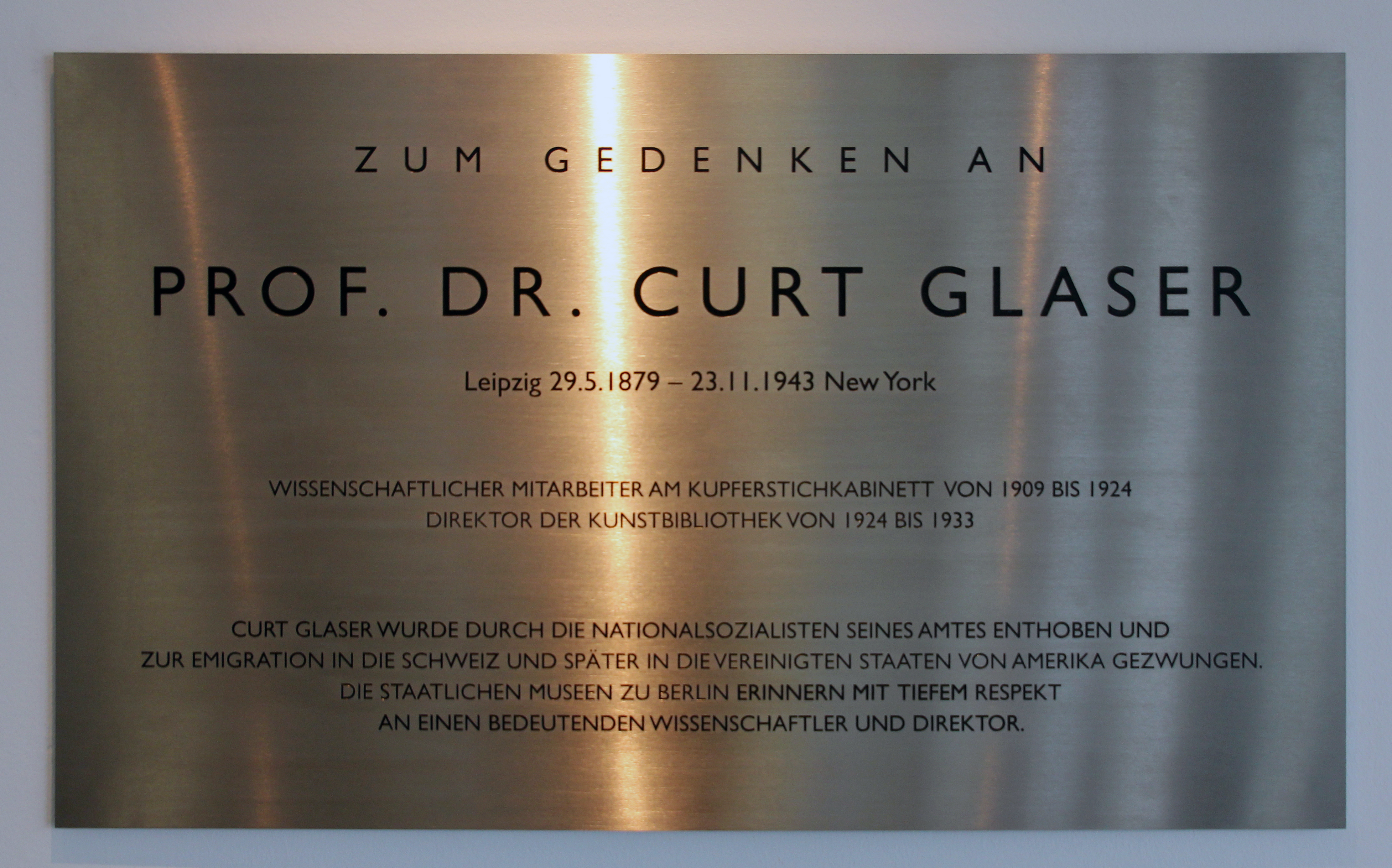
Gedenktafel am Haus, Matthäikirchplatz 8, in Berlin-Tiergarten

Direktoren der Kunstbibliothek
- Peter Jessen (1894–1924)
- Curt Glaser (1924–1933)
- Hermann Schmitz (1933–1941)
- Albert Boeckler (1942–1946)
- Carl Koch (1947–1954)
- Paul Ortwin Rave (1954–1962)
- Stephan Waetzoldt (1962–1973)
- Ekhart Berkenhagen (1973–1985)
- Bernd Evers (1985–2006)
- Moritz Wullen (seit 2007)

## Bibliotheksbestände der Kunstbibliothek
Die Kunstbibliothek gliedert sich in drei Standortbibliotheken:
1. die Kunstwissenschaftliche Bibliothek am Kulturforum,
2. die Archäologische Bibliothek im Archäologischen Zentrum gegenüber der Museumsinsel,
3. die Bibliothek für außereuropäische Kunst- und Kulturgeschichte im künftigen Humboldtforum (in Planung).

Die kunstwissenschaftliche Bibliothek umfasst rund 350.000 Bände, 62.000 Auktionskataloge, 50.000 Mikroformen, ca. 1.500 laufend gehaltene Zeitschriften und mehr als 24.000 Bände an historischen Literaturbeständen. Sie wird ergänzt durch die Lipperheidesche Kostümbibliothek mit ihren Archiven und Buchbeständen zur Geschichte der Mode und der vestimentären Praktiken von der frühen Neuzeit bis in die Gegenwart im Umfang von rund 40.000 Bänden. Mittels der von 1972 bis 2010 erfolgten Förderung durch die Deutsche Forschungsgemeinschaft konzentriert sich die Bibliothek heutzutage zusätzlich auf die Architektur des 20. und 21. Jahrhunderts sowie die Kunst des iberischen, iberoamerikanischen, angloamerikanischen und skandinavischen Kulturraumes.
Die 2012 eröffnete Archäologische Bibliothek vereint die ehemaligen Fachbibliotheken des Ägyptischen Museums, der Antikensammlung, des Museums für Vor- und Frühgeschichte und des Vorderasiatischen Museums. Für die Neuaufstellung auf mehr als 1.000 m² wurde der Bestand von 150.000 Medien nach internationalen Bibliotheksstandards systematisiert und ist nun der Öffentlichkeit zugänglich. Zu den Sammlungsschwerpunkten gehören die Ägyptologie, die Klassische und Vorderasiatische Archäologie, die Sudanarchäologie und die altorientalische Philologie und außerdem Literatur zu den prähistorischen Kulturen Europas und Vorderasiens bis ins Mittelalter sowie zur Epigraphik, zur Papyrologie und zu Restaurierungsfragen.
Als weiterer Standort ist eine Bibliothek der außereuropäischen Kunst im Humboldtforum geplant. Zukünftig sollen dort auf 1.800 m² die historisch gewachsenen Literaturbestände des Ethnologischen Museums und des Museums für Asiatische Kunst vereint werden und ganz unterschiedliche Disziplinen zusammenführen: Ethnologie, Musikethnologie, Ostasiatische und Indische Kunst- und Kulturgeschichte, außerdem Altamerikanische Archäologie, Ethnohistorie und Religionswissenschaft. Einen weiteren Schwerpunkt bildet die Entdeckungs- und Reiseliteratur zur Kolonial- und Missionsgeschichte.

## Museumssammlungen der Kunstbibliothek
Die Sammlungen umfassen mehr als 1.000.000 Objekte zur Geschichte der Architektur, der Buch- und Medienkunst, des Designs, der Fotografie und der Bekleidung. Sie sind im Studiensaal der Kunstbibliothek am Kulturforum einzusehen. Überdies präsentiert die Kunstbibliothek ihre Sammlungsbestände und Forschungen in ihrem Ausstellungsraum, in den Ausstellungshallen am Kulturforum und im Museum für Fotografie.

### Sammlung Architektur und Ornamentstichsammlung
In der Sammlung Architektur befinden sich rund 50.000 Objekte vom späten Mittelalter bis in die Gegenwart, darunter Zeichnungen von Gian Lorenzo Bernini, Francesco Borromini und Giovanni Battista Piranesi und weiterhin die Nachlässe bekannter Architekten des 20. Jahrhunderts wie Erich Mendelsohn, Joseph Maria Olbrich oder Heinrich Tessenow. Hinzu kommt die Ornamentstichsammlung mit ca. 12.000 druckgrafischen Arbeiten zur Geschichte der Raumkunst aus fünf Jahrhunderten.

### Sammlung Buch- und Medienkunst
Die Sammlung Buch- und Medienkunst enthält über 13.000 Künstlerbücher und Zeitschriften, Schallplatten und Filme, Druckmedien und Plakate des 20. und 21. Jahrhunderts. Einen weiteren Schwerpunkt bilden Archivsammlungen zu den Avantgarden des 20. Jahrhunderts: die Bestände konkreter und visueller Poesie von Jasia Reichhardt, das Fluxus-Archiv von Hans Sohm, die Buchobjekte der Sammlung Rolf Dittmar oder das Archiv von Egidio Marzona.

### Sammlung Fotografie
Die Bestände der Sammlung Fotografie reichen von der Frühzeit der Fotografie über den Piktorialismus um 1900 und das Neue Sehen der 1920er Jahre bis hin zu den künstlerischen Positionen der Gegenwart. Sie lassen sich in fünf Bereiche gliedern: das Bildarchiv, die Sammlung künstlerischer Fotografie, die Nachlässe und Archive, die Messbildbestände und die historischen Postkarten aus dem 19. und 20. Jahrhundert. Die Fotografien werden seit 2018 in den neuen Depots im Museum für Fotografie bewahrt und werden in Wechselausstellungen im Kaisersaal des Museums gezeigt.

### Sammlung Grafikdesign
Die Sammlung Grafikdesign umfasst etwa 100.000 internationale Plakate von 1860 bis zur Gegenwart und mehr als 150.000 Blatt Gebrauchsgrafik. Dazu gehören Beispiele der Typografie und Schriftkunst, des Buchornaments sowie Buchillustrationen, Buntpapiere, Exlibris, Spielkarten, Kalender, Bucheinbände und eine reiche Sammlung von Akzidenzdrucken.

### Sammlung Modebild – Lipperheidesche Kostümbibliothek
Die Sammlung Modebild ist mit ca. 40.000 Büchern und Zeitschriftenbänden vom 16. Jahrhundert bis in die Gegenwart, rund 100.000 grafischen Einzelblättern und ca. 700 Gemälden und Miniaturen die weltweit größte Spezialsammlung zur internationalen Kulturgeschichte von Kleidung und Mode. Schwerpunkte sind Kostüm- und Modeentwürfe von der Renaissance bis zur Gegenwart, Karikaturen, Modeillustrationen und -fotografien.

## Forschung
Die Kunstbibliothek realisiert Forschungsprojekte zur Geschichte der Architektur, Mode und Bildenden Kunst, zur Geschichte des Kunsthandels, zur Entwicklung internationaler Kunstströmungen, zur Geschichte der Kunstfotografie um 1900 (Piktorialismus) sowie zur gemeinsamen Geschichte von abendländischer und außereuropäischer Kunst. Zu den Kooperationspartnern der Kunstbibliothek zählen unter anderem die Berliner Universitäten, das Getty Research Institute in Los Angeles, die Universitätsbibliothek Heidelberg und das Kunsthistorische Institut in Florenz. Die Projekte werden gefördert durch den Beauftragten der Bundesregierung für Kultur und Medien, das Bundesministerium für Bildung und Forschung, die Deutsche Forschungsgemeinschaft, die Alfried Krupp von Bohlen und Halbach-Stiftung und die VolkswagenStiftung.

## Notizen
1. ↑  Staatliche Museen zu Berlin zählen 2019 mehr als 4 Millionen Besucher*innen. 31. Januar 2020, abgerufen am 19. Juli 2020.
2. ↑  Das gemeinsame Plakat findet sich im Archiv unter: Kunstbibliothek, Sammlungskontext: Sammlung Plakat- und Reklamekunst, Inventar-Nr. 14050793, Schlagwort: 5; auch online